# Jovem Pan FM Passo Fundo
Jovem Pan FM Passo Fundo é uma emissora de rádio brasileira sediada em Passo Fundo, município do estado do Rio Grande do Sul. Opera no dial FM, na frequência 106.9 MHz, e é afiliada à Jovem Pan FM, sendo pertencente ao Grupo Uirapuru de Comunicação. Anteriormente, se chamava Uirapuru e por muitos anos, operou na frequência AM 1170 KHz. Seus estúdios ficam no 3.º andar do Bella Città Shopping Center, no Centro da cidade, e sua antena de transmissão está no alto do Hotel Ibis Passo Fundo Centro, localizado no mesmo prédio.

## História
A Rádio Uirapuru foi fundada em 26 de novembro de 1981 na frequência AM 1170 kHz. Sua programação foi baseada em pesquisas de opinião feitas no município de Passo Fundo. Com 5 KW de potência e com o período de irradiação de 24h leva aos seus ouvintes uma programação voltada a informação e ao entretenimento, prestigiando a cultura nacional, somente reproduz músicas brasileiras. A primeira música a ser reproduzida foi "Fuscão Preto". 
Em 1991, entrou no ar a rádio Itamaracá FM, emissora irmã na frequência FM 102.5 MHz. Desde maio de 2007, chama-se Maisnova FM Passo Fundo. Em 1.º de setembro de 1999, a Rádio Uirapuru passou a fazer parte da Rede Gaúcha Sat, do Grupo RBS.
Em 1.º de julho de 2013, a Rádio Uirapuru passou a transmitir em FM na frequência 90.1 MHz, em substituição à Passo Fundense FM. A emissora foi uma das primeiras rádios tradicionais do estado a fazer transmissão simultânea no AM e FM antes mesmo da aprovação do decreto de migração das rádios AM. Em 1.ª de março de 2018, a Uirapuru inverteu de frequência com a Maisnova FM e passou a operar em 102.5 MHz.
Com a migração AM-FM, a Uirapuru AM teve autorização da Anatel para operar na frequência de FM 106.9, na qual estava em fase de instalação e que foi anunciada que seria afiliada da Jovem Pan FM, em março de 2020, começava as obras do estúdio no Bella Cittá Shopping.
No dia 06 de junho de 2020, a Uirapuru AM 1170 migra para o FM na frequência FM 106.9 MHz em fase de testes e assim, no dia 8 de junho, a emissora estreou ás 12h na abertura do programa Pânico. Com a migração AM-FM concluída, o grupo desligou o AM 1170 no dia 16 de novembro e a programação da Rádio Uirapuru continua somente no FM 102.5.